# Santa Josefa
Santa Josefa (cebuano: Lungsod sa Santa Josefa - Municipality of Santa Josefa)  es un municipio filipino de tercera categoría, situado en la parte nordeste de la isla de Mindanao. Forma parte de  la provincia de Agusan del Sur situada en la Región Administrativa de Caraga, también denominada Región XIII. Para las elecciones está encuadrado en el Segundo Distrito Electoral.

## Geografía
Municipio situado en sur de la provincia, limítrofe con la del Valle de Compostela, bañada por el río Agusan.
Su término linda al norte con el municipio de Bunaguán; al sur con la mencionada provincia del Valle de Compostela; al este con el municipio de Trento; y al oeste con el municipio de Veruela.

### Barangays
El municipio  de Santa Josefa se divide, a los efectos administrativos, en 11 barangayes o barrios, conforme a la siguiente relación:
| - Angas - Aurora - Awao | - Tapaz - Patrocinio - Población | - San José - Santa Isabel - Sayón | - Concepción - Pag-asa |  |

## Historia
El actual territorio de Agusan del Sur fue parte de la provincia de Caraga durante la mayor parte del período español.
El Distrito 3º de Surigao, llamado hasta 1858  provincia de Caraga tenía por capital el pueblo de Surigao e incluía la  Comandancia de Butuan.
Pertenecen a esta Comandancia  además de Mainit y sus visitas, todos los pueblos y visitas respectivas situados á orillas del río Agusan, entre los cuales se encontraba Veruela de 4,597 habitantes, con las visitas de Patrocinio, Borja, Vigo, San Pedro, Clavijo, Loreto, Gracia, Ausona, San José, Trento, Cuevas, Tudela y San Isidro; 
En 1914, durante la ocupación estadounidense de Filipinas,  fue creada la provincia de Agusan. Santa Josefa fue uno de sus distritos municipales. El nombre  recuerda a la que fuera esposa de  Teofisto Guingona, Comisionado de Mindanao-Sulú durante el régimen estadounidense quien visitó el lugar.
El 17 de junio de 1967 la provincia se divide en dos, pasando Santa Josefa a formar parte de la de Agusan del Sur.

## Fiestas
- San José, esposo de María, fiesta patronal que se celebra el 31 de marzo.